# Jan Boeksent

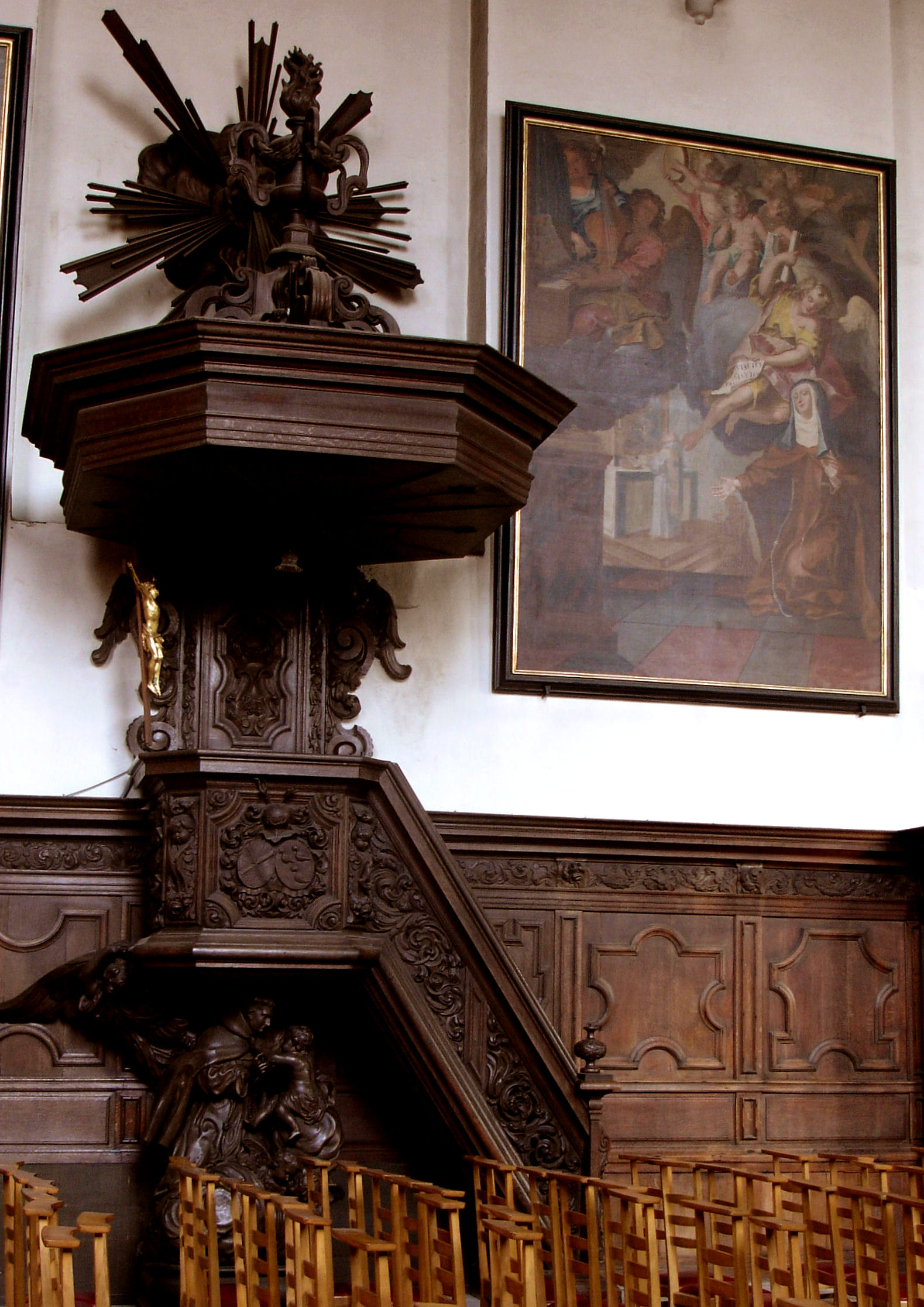
Kanzel, St. Joseph

Jan Boeksent oder Joannes Boecksent OFM (* 22. Oktober 1660 in Gent; † 9. April 1727 ebenda) war ein flämischer Bildhauer und Franziskaner.
Er war einer der Schüler von Pieter Verbruggen I. und gilt als einer der bedeutendsten Bildhauer von flämischen Barockschnitzereien. Hendrik Pulinx wird als einer seiner Anhänger und Schüler erwähnt. Im August 1685 legte er seine Gelübde als Franziskanermönch ab. Er starb 1727 im Kloster Gent.

## Werke
- St. Peterskirche, Gent.
- Grab von Philippus Erardus van der Noot, Genter Kathedrale.
- Sint-Niklaas: St. Joseph Minor Seminary: Kanzel und andere Schnitzereien.